# David Durmaz
David Durmaz, född 21 december 1981, är en svensk fotbollsspelare med assyriskt/syrianskt påbrå som spelar för Konyaspor KIF.

## Klubbkarriär

### Assyriska FF
Durmaz debuterade i Superettan 2000 i en hemmamatch mot Landskrona Bois. Han spelade totalt 6 säsonger i Assyriska. Durmaz fick uppleva en svenska cupen-final, allsvenskt spel samt nedflyttning till div 1. Ungefär 140 matcher blev det för Assyriska. Inför 2007 skrev Durmaz på för Gais.

### Gais
Durmaz spelade 33 matcher för Gais under 2 år. Under sommaren visade Malmö FF intresse mycket tack vare bra matcher mot Malmö och i serien. Durmaz skrev på för Malmö FF där han återförenas med sin gamla tränare, Roland Nilsson.

### Malmö FF
Han kom till Malmö FF från GAIS inför säsongen 2009 men hade svårt att få speltid och skrev därför kontrakt med den turkiska klubben Denizlispor under sommaren 2009. Eftersom Denizlispor inte betalade övergångssumman till Malmö FF så spelade han aldrig några ligamatcher för dem.

### Ljungskile SK
Han skrev ett kontrakt på ett år med Ljungskile SK i Superettan inför säsongen 2010.

### Syrianska FC
Den 9 december 2010 skrev Durmaz på för Syrianska FC som under 2011 spelade sin första säsong i Allsvenskan.

### Återkomst i Assyriska
2011 skrev Durmaz på ett treårskontrakt med Assyriska FF. Efter säsongen 2016 valde Durmaz att avsluta sin spelarkarriär. Redan i januari 2017 återvände han dock till fotbollen för spel i Assyriska FF. I juli 2018 lämnade Durmaz klubben.

### Trosa Vagnhärad
Kort efter att Durmaz lämnat Assyriska så skrev han på för division 3-klubben Trosa Vagnhärad SK.

### Tredje sejouren i Assyriska
Inför säsongen 2021 återvände Durmaz till Assyriska FF för en tredje sejour i klubben.

### Konyaspor KIF
Inför säsongen 2023 gick Durmaz till division 4-klubben Konyaspor KIF.

## Karriärstatistik
| Klubb              | Säsong             | Liga                       | Liga    | Liga | Svenska cupen | Svenska cupen | Övrigt  | Övrigt | Totalt  | Totalt |
| Klubb              | Säsong             | Division                   | Matcher | Mål  | Matcher       | Mål           | Matcher | Mål    | Matcher | Mål    |
| ------------------ | ------------------ | -------------------------- | ------- | ---- | ------------- | ------------- | ------- | ------ | ------- | ------ |
| Assyriska FF       | 2000               | Superettan                 | 5       | 0    | 0             | 0             | —       | —      | 5       | 0      |
| Assyriska FF       | 2001               | Superettan                 | 18      | 0    | 0             | 0             | —       | —      | 18      | 0      |
| Assyriska FF       | 2002               | Superettan                 | 1       | 0    | 0             | 0             | —       | —      | 1       | 0      |
| Assyriska FF       | 2003               | Superettan                 | 20      | 0    | 0             | 0             | —       | —      | 20      | 0      |
| Assyriska FF       | 2004               | Superettan                 | 20      | 0    | 0             | 0             | —       | —      | 20      | 0      |
| Assyriska FF       | 2005               | Superettan                 | 21      | 0    | 0             | 0             | —       | —      | 21      | 0      |
| Assyriska FF       | 2006               | Superettan                 | 26      | 0    | 0             | 0             | —       | —      | 26      | 0      |
| Assyriska FF       | Totalt             | Totalt                     | 111     | 0    | 0             | 0             | —       | —      | 111     | 0      |
| GAIS               | 2007               | Allsvenskan                | 14      | 0    | 0             | 0             | —       | —      | 14      | 0      |
| GAIS               | 2008               | Allsvenskan                | 18      | 0    | 0             | 0             | —       | —      | 18      | 0      |
| GAIS               | Totalt             | Totalt                     | 32      | 0    | 0             | 0             | —       | —      | 32      | 0      |
| Malmö FF           | 2009               | Allsvenskan                | 1       | 0    | 1             | 0             | —       | —      | 2       | 0      |
| Denizlispor        | 2009/2010          | Süper Lig                  | 0       | 0    | —             | —             | —       | —      | 0       | 0      |
| Ljungskile SK      | 2010               | Superettan                 | 22      | 1    | 1             | 0             | —       | —      | 23      | 1      |
| Syrianska FC       | 2011               | Allsvenskan                | 21      | 0    | 1             | 0             | 1       | 0      | 23      | 0      |
| Assyriska FF       | 2012               | Superettan                 | 27      | 0    | 1             | 0             | —       | —      | 28      | 0      |
| Assyriska FF       | 2013               | Superettan                 | 29      | 0    | 2             | 0             | —       | —      | 31      | 0      |
| Assyriska FF       | 2014               | Superettan                 | 24      | 0    | 3             | 0             | 2       | 0      | 29      | 0      |
| Assyriska FF       | 2015               | Superettan                 | 29      | 1    | 1             | 0             | —       | —      | 30      | 1      |
| Assyriska FF       | 2016               | Superettan                 | 18      | 0    | 4             | 0             | 1       | 0      | 23      | 0      |
| Assyriska FF       | 2017               | Division 1 Norra           | 22      | 0    | 0             | 0             | —       | —      | 22      | 0      |
| Assyriska FF       | 2018               | Division 1 Norra           | 10      | 0    | 0             | 0             | —       | —      | 10      | 0      |
| Assyriska FF       | Totalt             | Totalt                     | 159     | 1    | 11            | 0             | 3       | 0      | 173     | 1      |
| Trosa Vagnhärad SK | 2018               | Division 3 Södra Svealand  | 9       | 1    | 0             | 0             | —       | —      | 9       | 1      |
| Trosa Vagnhärad SK | 2019               | Division 3 Södra Svealand  | 17      | 0    | 0             | 0             | —       | —      | 17      | 0      |
| Trosa Vagnhärad SK | 2020               | Division 2 Södra Svealand  | 12      | 2    | 0             | 0             | —       | —      | 12      | 2      |
| Trosa Vagnhärad SK | Totalt             | Totalt                     | 38      | 3    | 0             | 0             | —       | —      | 38      | 3      |
| Assyriska FF       | 2021               | Ettan Norra                | 18      | 0    | 0             | 0             | —       | —      | 18      | 0      |
| Assyriska FF       | 2022               | Division 2 Södra Svealand  | 9       | 0    | 0             | 0             | —       | —      | 9       | 0      |
| Assyriska FF       | Totalt             | Totalt                     | 27      | 0    | 0             | 0             | —       | —      | 27      | 0      |
| Konyaspor KIF      | 2023               | Division 4 Södra Stockholm | 15      | 0    | 0             | 0             | —       | —      | 15      | 0      |
| Totalt i karriären | Totalt i karriären | Totalt i karriären         | 426     | 5    | 14            | 0             | 4       | 0      | 444     | 5      |

1. ↑  Nedflyttningskvalmatch mot Ängelholms FF.'"`UNIQ--ref-00000008-QINU`"'
2. ↑  Nedflyttningskvalmatcher mot Örgryte IS.'"`UNIQ--ref-0000000A-QINU`"''"`UNIQ--ref-0000000B-QINU`"'
3. ↑  Nedflyttningskvalmatch mot Norrby IF.'"`UNIQ--ref-0000000D-QINU`"'